# 587
587 (DLXXXVII) je bilo navadno leto, ki se je po julijanskem koledarju začelo na sredo.

## Dogodki
- 28. november - burgundski kralj Guntram in avstrazijska kraljica Brunhilda podpišeta   Andelotski sporazum
- Obri in Alpski Slovani sklenejo zavezništvo
- Začetek glavnega slovenskega naselitvenega sunka v Vzhodne Alpe z vzhoda.

## Smrti
Neznan datum
- Apa kagan, tegin Buhare (* ni znano)
- Išbara kagan, kagan Prvega turškega kaganata (* ni znano) ‎